# یائو، اوساکا
یائو در استان اوساکا در کشور ژاپن  واقع شده‌است  که دارای جمعیت ۲۷۳٬۲۴۴ نفر و مساحت ۴۱٫۷۱ کیلومتر مربع با تراکم جمعیت ۶٬۵۵۱  نفر در کیلومترمربع است و در تاریخ ۱ آوریل ۱۹۴۸ به عنوان شهر شناخته شد.